# آدریان باکر
آدریان باکر (به هلندی: Adriaen Backer) (حدود 1635، آمستردام - مدفون در 23 مه 1684، آمستردام) یک نقاش پرتره هلندی عصر طلایی ، فعال در آمستردام و هارلم بود.

## زندگی‌نامه

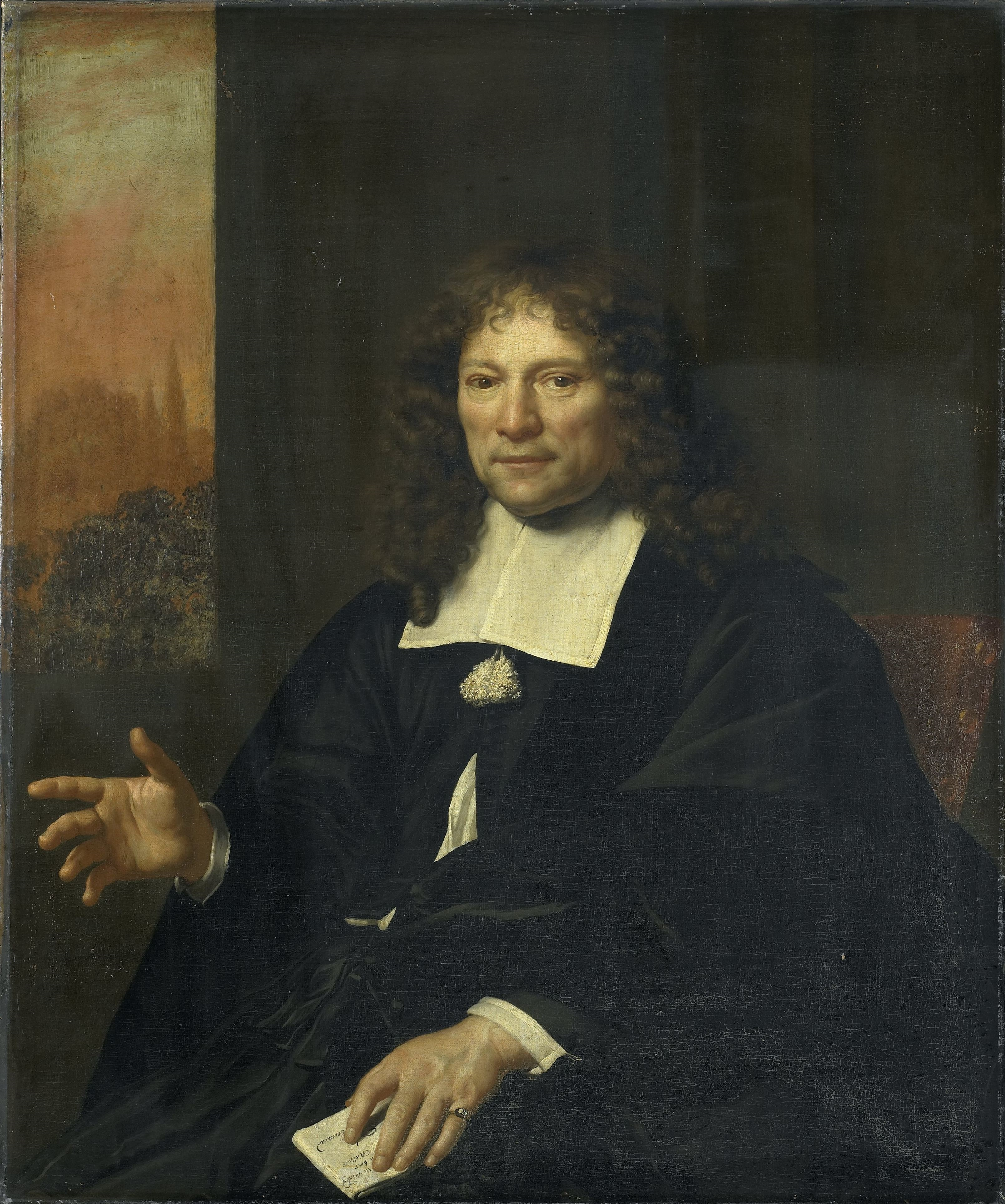
پرتره دانیل نیلیوس، 1671

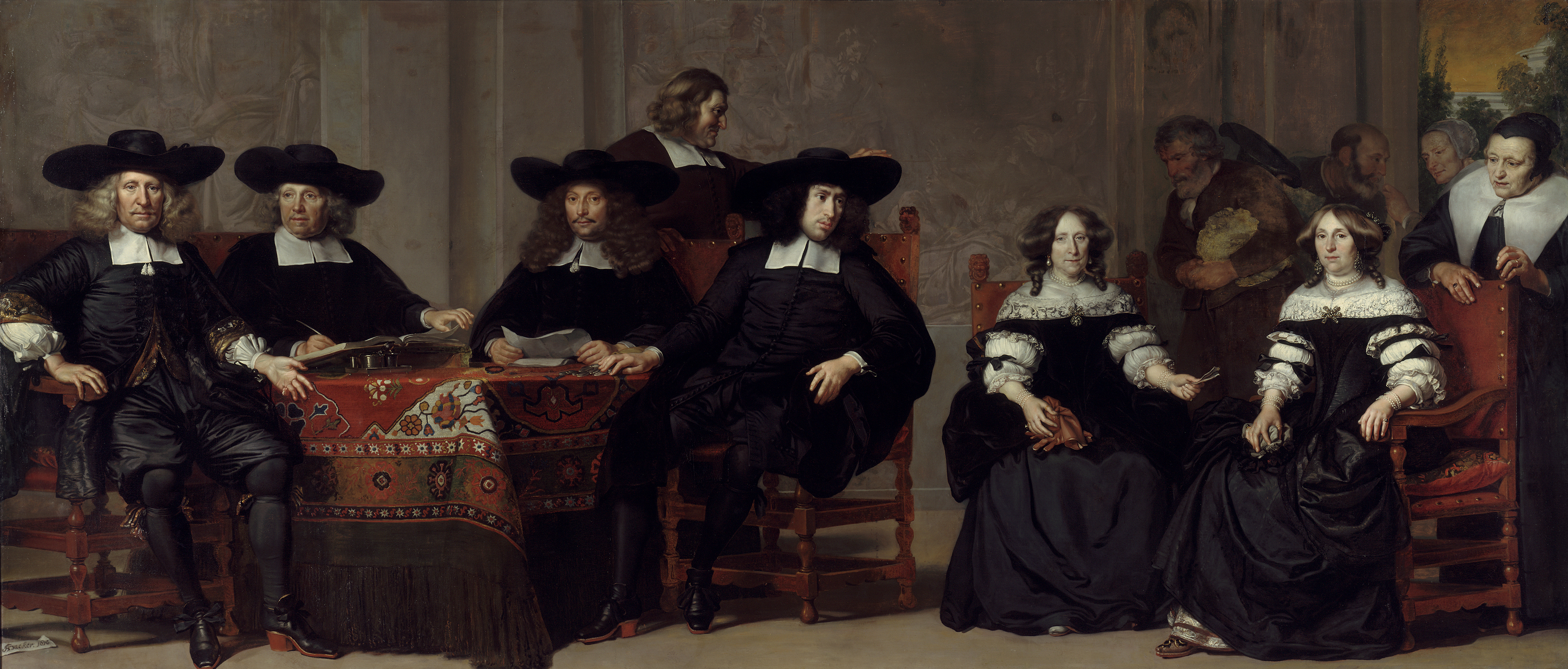
نایب السلطنه های خانه صدقه آمستردام، 1676

پانویس